# Aeroportul Robert S. Kerr
Aeroportul Robert S. Kerr (IATA: RKR, ICAO: KRKR, FAA LID: RKR) este un aeroport din Oklahoma, Statele Unite ale Americii ce deservește zona Poteau⁠(d).
Situat la o altitudine de 137 m, aeroportul dispune de 1 pistă.

## Infrastructură

### Piste
Aeroportul dispune de o singură pistă. Pista 18/36 are suprafața de asfalt și dimensiunile 4.007 picioare × 75 picioare. 